# Jerzy Ciecieląg
Jerzy Janusz Ciecieląg (ur. 28 września 1971 w Staszowie) – polski historyk, adiunkt w Katedrze Historii Starożytnej w Instytucie Historii Uniwersytecie Pedagogicznym w Krakowie. Badacz historii narodu żydowskiego w okresie hellenistycznym i rzymskim. Jest wykładowcą w katedrze Historii Starożytnej Uniwersytetu Pedagogicznego. 

## Publikacje
1. The First and the Second Jewish Wars in the Light of Numismatic Sources, „The Qumran Chronicle” 5, No. 2 (October 1995), s. 88 (Abstract).
2. Skarby monet z tzw. osiedli esseńskich nad Morzem Martwym, „Filomata” nr 435–436, 1996, s. 182–191.
3. Monety z tzw. osiedli esseńskich nad Morzem Martwym – próba przedstawienia aktualnego stanu badań, w: Studia Classica et Byzantina Alexandro Krawczuk Oblata, red. M. Salamon i Z.J. Kapera, Kraków 1996, s. 87–98.
4. Some Remarks on the Coinage of Herod Philip, „Notae Numismaticae-Zapiski Numizmatyczne”, t. II, Kraków 1996, s. 66–83.
5. Coins from the So-Called Essene Settlements on the Dead Sea Shores, w: Mogilany 1995. Papers on the Dead Sea Scrolls offered in memory of Aleksy Klawek, ed. by Zdzisław J. Kapera, Kraków 1998, s. 101–115.
6. „Ohyda spustoszenia”, a problem wizyt Antiocha IV Epifanesa w Jerozolimie. Przyczynek do dziejów prześladowań Żydów przez Seleucydów, w: Amicorum Dona. Studia classica et orientalia Stephano Skowronek ab amicis, collegis, discipulis oblata, pod red. F. Kiryka, M. Wilczyńskiego i J. Ciecieląga, Kraków 1998, s. 55–61.
7. Monety z powstania Bar Kochby, „Rocznik Naukowo-Dydaktyczny WSP w Krakowie”, Z. 193, Prace Historyczne XIX, Kraków 1998, s. 17–28.
8. [Rec.] Stanisław Kołodziejski, Średniowieczne rezydencje obronne możnowładztwa na terenie województwa krakowskiego, Kraków 1994, „Rocznik Naukowo-Dydaktyczny WSP w Krakowie”, Z. 193, Prace Historyczne XIX, Kraków 1998, s. 171–173.
9. Amicorum Dona. Studia classica et orientalia Stephano Skowronek ab amicis, collegis, discipulis oblata, pod red. F. Kiryka, M. Wilczyńskiego i J. Ciecieląga, Kraków 1998.
10. Coins from the So-Called Essene Settlements on the Dead Sea and Chronology of Archaeological Strata at Qumran, „The Qumran Chronicle”, Vol. 8, No. 1/2 (August 1998), s. 15–16 (Abstract).
11. [Rec.] Józef Wolski, The Seleucids. The Decline and Fall of the Empire, Nakładem PAU/The Enigma Press, Kraków 1999, s. 144, ilustr., mapa. ISBN 83-86956-55-0/83-86110-36-8 (opr.), „Nowy Filomata” 2 (1999), s. 158–162.
12. Coins of Aretas IV, King of Nabataeans (9 BC-AD 40), „Notae Numismaticae-Zapiski Numizmatyczne”, t. III/IV, Kraków 1999, s. 103 #The Reign of Archelaus, Ethnarch of Judaea, „The Polish Journal of Biblical Research”, Vol. 1, No. 1 (September 2000), s. 117–126.
13. H. Pomykalski, J. Ciecieląg, W dobie rozbiorów, w: Proszowice. Zarys dziejów do 1939 r., pod red. F. Kiryka, Kraków 2000, s. 255–304.
14. Palestyna w czasach Jezusa. Dzieje polityczne, Kraków 2000.
15. Organizacja Judei jako prowincji rzymskiej, w: Słowo Twoje jest prawdą. Księga pamiątkowa dla Księdza Profesora Stanisława Mędali CM w 65 rocznicę urodzin, zebrał i opracował ks. Waldemar Chrostowski, Warszawa 2000, s. 81–91.
16. Walka o sukcesję po śmierci Heroda Wielkiego, w: Pan moim światłem. Księga pamiątkowa dla Księdza Profesora Jerzego Chmiela w 65 rocznicę urodzin, zebrał i opracował ks. Waldemar Chrostowski, Warszawa 2000, s. 126–147.
17. Salome, siostra Heroda Wielkiego – jej życie i działalność, „Annales Academiae Paedagogicae Cracoviensis”, Studia Historica I, Kraków 2001, s. 3–18.
18. [Rec.] Maria Jaczynowska, Danuta Musiał, Marek Stępień, Historia Starożytna, Warszawa 1999, s. 740, „Annales Academiae Paedagogicae Cracoviensis”, Studia Historica I, Kraków 2001, s. 277–279.
19. „Polemus Quietus” i powstanie Bar Kochby, w: Studia Archaeologica. Liber Amicorum Ianussio A. Ostrowski ab amicis et discipulis oblatus, red. E. Papuci-Władyka, J. Śliwa, Kraków 2001, s. 67–73.
20. Poncjusz Piłat, prefekt Judei, Kraków 2003.
21. Jakub Sprawiedliwy, brat Pański jako postać historyczna, w: Ossuarium Jakuba, brata Jezusa. Odkrycie, które podzieliło uczonych, red. Z.J. Kapera, Kraków 2003, s. 9–37.
22. Armia Judei jako symbol narodowy w okresie panowania dynastii Hasmoneuszy (168/167 przed Chr.), „Annales Academiae Paedagogicae Cracoviensis”, Studia Historica 2, Kraków 2003, s. 3–26.
23. Armia Judei w okresie dominacji rzymskiej (63 p.n.e. – 70 n.e.) – symbol żydowskości czy obca siła?, „Studia Judaica” 6 (2003), nr 2 (12), s. 79–91.

## Odznaczenia
- Złoty Krzyż Zasługi – 2005[1]